# Equitazione ai Giochi della XVI Olimpiade
Le gare di equitazione nelle Olimpiadi di Melbourne del 1956 vennero disputate in Europa, a causa delle leggi australiane sull'importazione dei cavalli, che prevedevano una quarantena troppo lunga.
Le competizioni si sono svolte nei giorni dall'11 al 17 giugno 1956 in varie sedi a Stoccolma.

## Podi
| Evento                                   | Oro                                                                 | Perform. | Argento                                                          | Perform. | Bronzo                                                      | Perform. |
| Dressage individuale (dettagli)          | Henri Saint Cyr                                                     | 860,00   | Lis Hartel                                                       | 850,00   | Liselott Linsenhoff                                         | 832,00   |
| Dressage a squadre (dettagli)            | Svezia Henri Saint Cyr Gehnäll Persson Gustaf Adolf Boltenstern Jr. | 2475,00  | Germania Liselott Linsenhoff Hannelore Weygand Anneliese Küppers | 2346,00  | Svizzera Gottfried Trachsel Henri Chammartin Gustav Fischer | 2346,00  |
| Salto ostacoli individuale (dettagli)    | Hans Günter Winkler                                                 | 4.00     | Raimondo D'Inzeo                                                 | 8.00     | Piero D'Inzeo                                               | 11.00    |
| Salto ostacoli a squadre (dettagli)      | Germania Hans Günter Winkler Fritz Thiedemann Alfons Lütke Westhues | 40,00    | Italia Raimondo D'Inzeo Piero D'Inzeo Salvatore Oppes            | 66,00    | Gran Bretagna Wilf White Pat Smythe Peter Robeson           | 69,00    |
| Concorso completo individuale (dettagli) | Petrus Kastenman                                                    | -66.53   | August Lütke Westhues                                            | -84.87   | Frank Weldon                                                | -85.48   |
| Concorso completo a squadre (dettagli)   | Gran Bretagna Frank Weldon Laurence Rook Albert Edwin Hill          | -355,48  | Germania August Lütke Westhues Otto Rothe Klaus Wagner           | -475,91  | Canada John Rumble Jim Elder Brian Herbinson                | -572,72  |

## Medagliere
| Posizione | Paese         |   |   |   | Totale |
| --------- | ------------- | - | - | - | ------ |
| 1         | Svezia        | 3 | 0 | 0 | 3      |
| 2         | Germania      | 2 | 3 | 1 | 6      |
| 3         | Gran Bretagna | 1 | 0 | 2 | 3      |
| 4         | Italia        | 0 | 2 | 1 | 3      |
| 5         | Danimarca     | 0 | 1 | 0 | 1      |
| 6         | Svizzera      | 0 | 0 | 1 | 1      |
| 6         | Canada        | 0 | 0 | 1 | 1      |
| Totale    | Totale        | 6 | 6 | 6 | 18     |